# Algorytm Grahama
Algorytm Grahama – efektywny algorytm wyszukiwania otoczki wypukłej skończonego zbioru punktów płaszczyzny; nie istnieją warianty dla przestrzeni o wyższych wymiarach. Pomysłodawcą algorytmu jest Ronald Graham.
Czasowa złożoność obliczeniowa wynosi {\displaystyle O(n\log n).}
Algorytm przebiega następująco:
1. Wybierz punkt (ozn. O) o najniższej wartości współrzędnej y.
2. Przesuń wszystkie punkty tak, by punkt O pokrył się z początkiem układu współrzędnych.
3. Posortuj punkty leksykograficznie względem:
  - kąta pomiędzy wektorem {\displaystyle OP_{i}} a dodatnią osią układu współrzędnych,
  - odległości punktu {\displaystyle P_{i}} od początku układu współrzędnych.
4. Wybierz punkt (ozn. S) o najmniejszej współrzędnej y; jeśli kilka punktów ma tę samą współrzędną y, wybierz spośród nich ten o najmniejszej współrzędnej x.
5. Przeglądaj listę posortowanych punktów poczynając od punktu S:
  - Od bieżącej pozycji weź trzy kolejne punkty (ozn. A, B, C).
  - Jeśli punkt B leży na zewnątrz trójkąta AOC, to może należeć do otoczki wypukłej. Przejdź do następnego punktu na liście.
  - Jeśli punkt B leży wewnątrz trójkąta AOC, to znaczy, że nie należy do otoczki. Usuń punkt B z listy i cofnij się o jedną pozycję (o ile bieżąca pozycja jest różna od początkowej).

Ze względu na wcześniejsze kroki algorytmu (sortowanie i sposób wybierania analizowanych trójek punktów) dwa z trzech warunków należenia punktu B do trójkąta AOC są spełnione, tj. B leży po „wewnętrznej” względem trójkąta stronie prostych OA i OC. Zatem do stwierdzenia przynależności do trójkąta wystarczy zbadać, po której stronie odcinka AC znajduje się punkt B, w tym celu wykorzystuje się znak iloczynu wektorowego {\displaystyle |C-A|\times |B-A|.}
W praktyce można również utożsamić krok 4. z 1., tzn. przyjąć, że {\displaystyle O=S.}

Przykładowy przebieg algorytmu
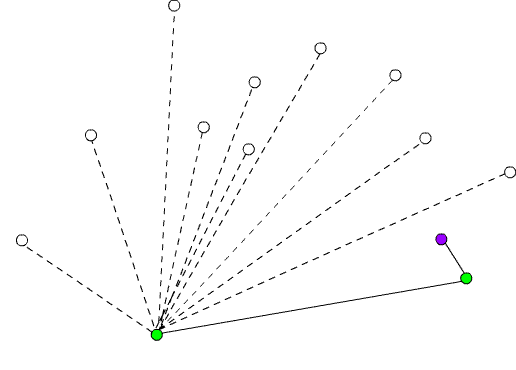
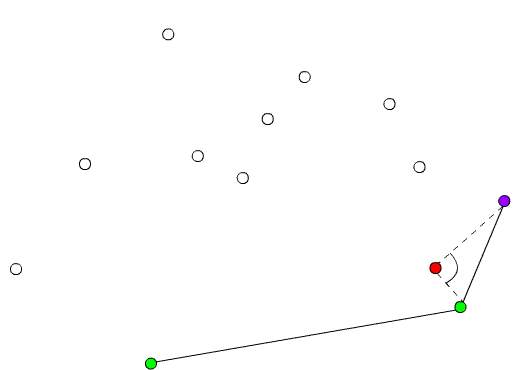
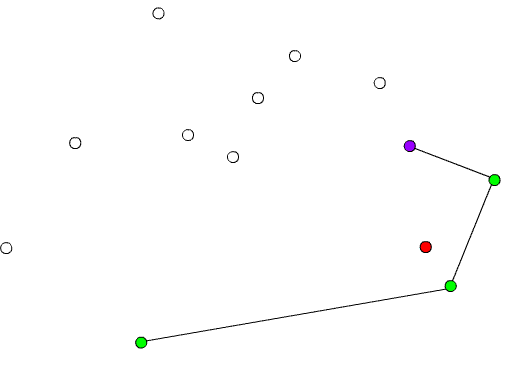
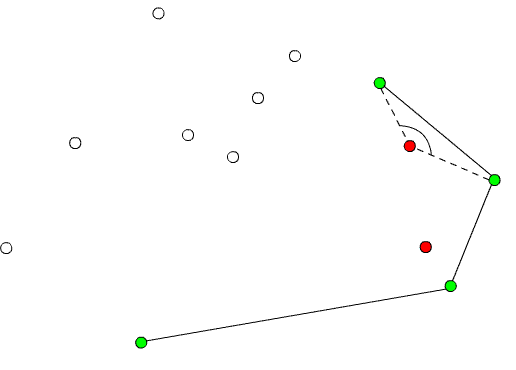
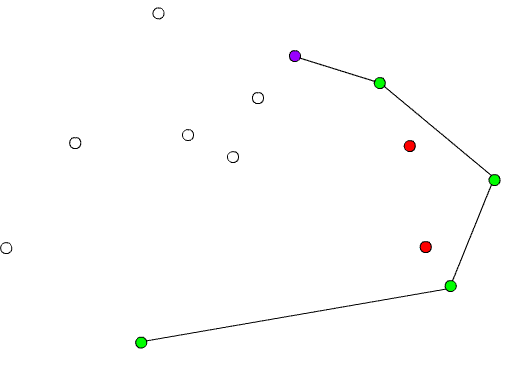
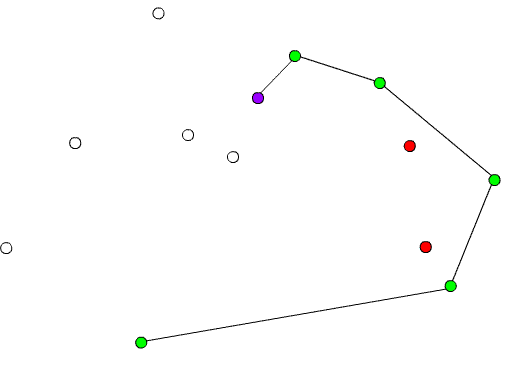
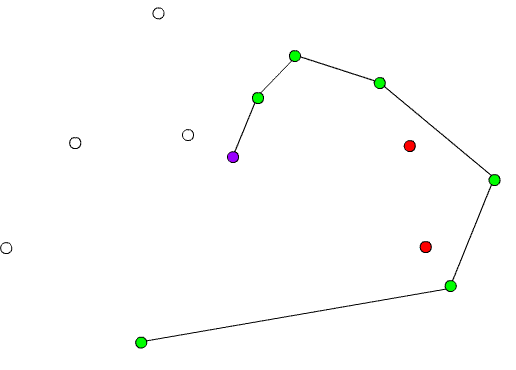
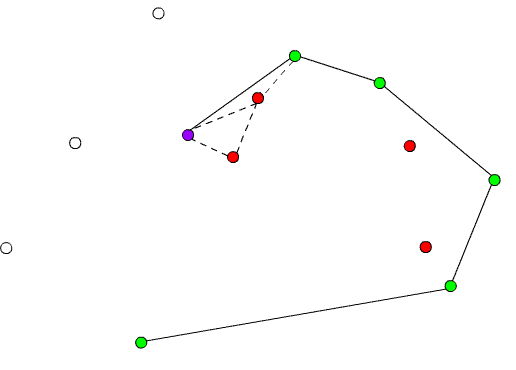
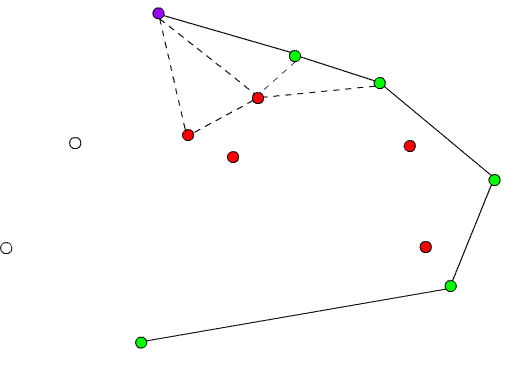
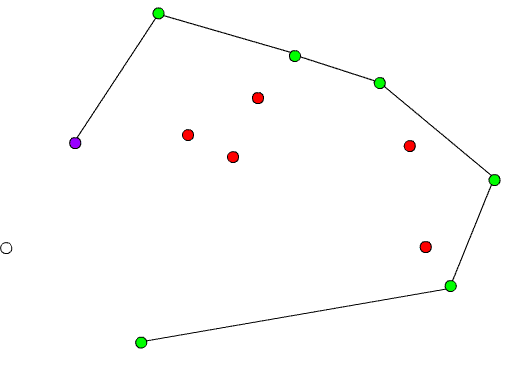
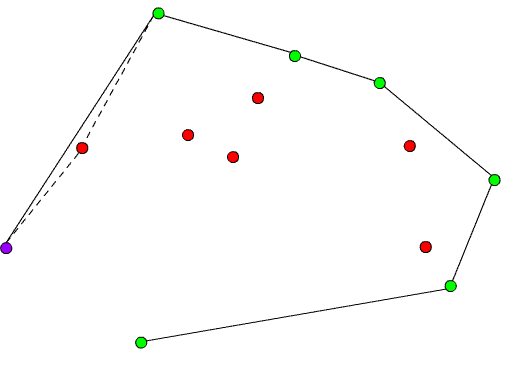
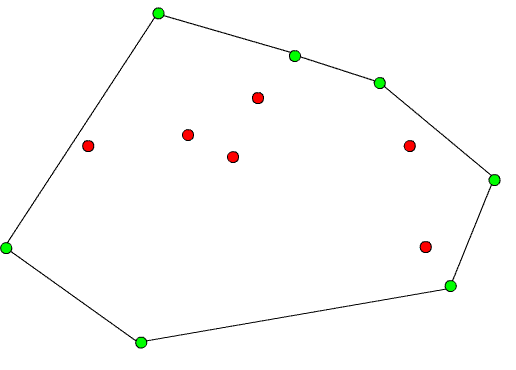